# 자크 발뤼탱

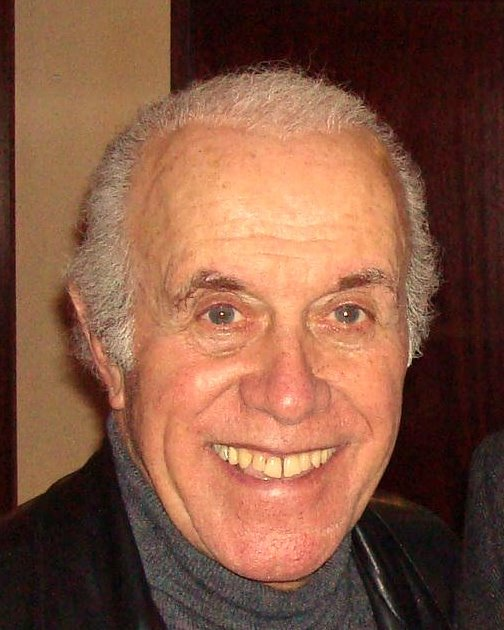

자크 발뤼탱(Jacques Balutin, 1936년 6월 29일 ~ )은 프랑스의 배우이다.
파리 14구에서 태어났다.

## 출연 작품
- 화가의 딸 (1984년)
- 쇼크받은 나리님들 (1983년)
- 하록 선장 - 시리즈 (1978년)
- 유럽 최고 요리사의 죽음 (1978년)
- 스머프와 마술피리 (1976년) - 목소리 역
- 더 브레인 (1969년)
- 사랑의 호텔 (1969년)
- 왕이 된 사나이 (1966년)
- 카르투슈 (1962년)

### 텔레비전
- Hemingway (1988) - 트레이너 역